# Ejby (Køge Kommune)
 For alternative betydninger, se Ejby. (Se også artikler, som begynder med Ejby)
Ejby er en by på Østsjælland med 3.130 indbyggere  (2024) i Ejby Sogn ca. 8 kilometer vest for Køge. Byen ligger i Køge Kommune i Region Sjælland.
På en lav bakke i den gamle landsbys vestlige udkant ligger Ejby Kirke.
Nordøst for Ejby mod Lille Skensved ligger det privatejede landbomuseum Lundekrog.

## Byens forhistorie
Ved gården Østervang i den nordøstlige udkant af det nuværende Ejby foretog Køge Museum i slutningen af 1990'erne en arkæologisk udgravning af en jernalderboplads fra tiden omkring Kristi fødsel og 700 år frem. Der var tale om en værkstedsplads med fremstilling og handel med smykker, knapper, dragtnåle m.m. af bronze, sølv og guld .

## Nyere tid
Den kraftige stigning i byens befolkningstal siden 1960'erne, hvor Ejby stadig var en lille landsby på få hundrede indbyggere, har resulteret i, at den oprindelige landsby nu er omgivet af parcelhuskvarterer og  tæt-lav-bebyggelse. Det giver byen præg af soveby.
Gemsevejens Børnehus, der som den første daginstitution i Danmark – den 3. august 1998 – blev udliciteret til ISS, ligger i Ejby. Efter tre et halvt år måtte ISS dog opgive institutionen. I dag drives den af TitiBo gruppen.